# U–193
Az U–193 tengeralattjárót a német haditengerészet rendelte a brémai AG Wessertől 1940. november 4-én. A hajót 1942. december 10-én vették hadrendbe. Három harci küldetése volt, az utolsó során eltűnt.

## Pályafutása
Az U–193 1943. május 22-én Bergenből futott ki első járőrútjára, parancsnoka Hans Pauckstadt korvettkapitány volt. Lehajózott a nyugat-szaharai partokig, ahol július 6-án egy azonosítatlan harci gép megtámadta. Két tengerész megsebesült, és megsemmisült a búvárhajó Metox típusú radardetektora.

## A Touchet megtámadása
Második harci küldetésére La Pallice-ból indult 1943. október 12-én. Átszelte az Atlanti-óceánt, majd behajózott a Mexikói-öbölbe. 1943. december 30-án megtámadta a New Yorkba tartó Touchet amerikai tankert, amely 120 ezer hordó fűtőolajat szállított. Az első torpedó a teherhajó elejének bal oldalát találta el, és egy nagyjából hatméteres lyukat ütött rajta. A hajón volt ugyan torpedó-előrejelző készülék, amely jelezte is a várható becsapódást, de a tanker túl lassan fordult.
A Touchet a találat után megpróbált elmenekülni, de a léken beömlő víz megállásra kényszerítette. Ekkor az U–193 újabb torpedóval találta el a tanker bal oldalát. A legénység hat mentőcsónakba szállt, a fedélzeten maradt viszont a hajó farára szerelt öthüvelykes löveg személyzete. A tengeralattjáró egy harmadik torpedót lőtt ki a hajóra, amely a jobb oldalán, a motorháznál találta el. A fedélzeten lévők a vízbe ugrottak, és próbáltak elúszni, de a gyorsan süllyedő hajó olyan erős örvényt kavart, hogy egy kivételével valamennyiüket elnyelte a tenger. December 5-én a Lillemor nevű norvég gőzös 43 túlélőt mentett ki. A legénység többi 27 tagját más hajók szedték fel.

## Utolsó útja
Az U–193 1944. április 23-án futott ki utolsó útjára a franciaországi Lorient-ból, kapitánya Dr. Ulrich Abel, a Kusch-ügy egyik főszereplője volt. Egy nappal később a tengeralattjáró eltűnt a Vizcayai-öbölben. Elsüllyedésére nincs magyarázat, a teljes legénység, 59 ember hősi halált halt.

## Kapitányok
| Név             | Kezdőnap           | Zárónap           |
| --------------- | ------------------ | ----------------- |
| Hans Pauckstadt | 1942. december 10. | 1944. március 31. |
| Dr. Ulrich Abel | 1944. április 1.   | 1944. április 24. |

## Őrjáratok
| Indulás    | Indulónap         | Érkezés   | Zárónap           |
| ---------- | ----------------- | --------- | ----------------- |
| Bergen     | 1943. május 22.   | Bordeaux  | 1943. július 23.  |
| La Pallice | 1943.október 12.  | El Ferrol | 1944. február 10. |
| Lorient    | 1944. április 23. | *         | 1944. április 24. |

* A tengeralattjáró nem érte el úti célját, eltűnt

## Elsüllyesztett hajó
| Dátum             | Hajó neve | Nemzetisége      | Brt    | Konvoj |
| ----------------- | --------- | ---------------- | ------ | ------ |
| 1943. december 3. | Touchet   | Egyesült Államok | 10 172 | ON–178 |